# Il Quizzone
(Celebre frase nel programma di Gerry Scotti, durante il lancio dei filmati)
Il Quizzone è stato un gioco televisivo a quiz, andato in onda su Canale 5 dal 24 luglio 1994 al 14 settembre 1997 con la conduzione di Gerry Scotti, e su Italia 1 dal 14 aprile al 16 giugno 1998 con la conduzione invece di Amadeus. Nel 2001, sempre su Canale 5, è stato fatto un remake della trasmissione con il titolo di Facce da quiz e la conduzione di Gigi Sabani.
Basato sul format giapponese Show by Shobai (クイズ世界はSHOW by ショーバイ!!?, Kuizu Sekai wa Shōbai Shōbai!!, trad. Il mondo del quiz è uno show del commercio), trasmesso su NTV dal 1988 al 1996, a questo gioco estivo partecipavano, in qualità di concorrenti, otto personaggi del mondo dello spettacolo, della televisione e dello sport.

## Il programma

### Regolamento principale
I partecipanti, raggruppati in due squadre da quattro componenti ciascuna, dovevano indovinare vari quesiti posti attraverso dei brevi filmati. Ognuno di loro aveva a disposizione due tentativi per rispondere a ciascuna prova: al primo errore veniva ammonito e quindi di fronte alla sua postazione veniva inserito un cartellino giallo, mentre al secondo errore veniva espulso con l'inserimento del cartellino rosso come accade esattamente nelle partite di calcio, e quindi il concorrente non poteva più rispondere al gioco in corso. Nella quinta edizione del programma i cartellini venivano sostituiti dai segnali elettronici a forma di croce.

Ad ogni risposta esatta fornita dalla squadra, la stessa vinceva una moltiplicazione per il "flipperone", una slot machine meccanica. Al termine di un determinato numero di giochi, un componente della squadra invitato dal presentatore, si recava al flipperone, dove vinceva i punti che uscivano alla slot, moltiplicati per il numero di risposte esatte date. I punteggi presenti al flipperone erano 5, 10, 20, 30, 40 e 50 punti, più le due faccine simbolo del programma: quella blu triste che aveva il valore di 0 punti che fa sentire in sottofondo una musichetta d'organo della celebre Toccata e fuga in Re minore di Johann Sebastian Bach, e quella rosa felice avente il valore di 100 punti (non moltiplicabili per il numero di risposte).

Al termine dei giochi proposti, la squadra che aveva collezionato il maggior numero di punti veniva decretata vincitrice della puntata. Di questa squadra, i due concorrenti che avevano risposto meglio durante la puntata si contendevano il titolo di campione. Dalla squadra perdente invece veniva proclamato l'asino, cioè colui che aveva risposto peggio nella squadra. Il premio per il campione era un trofeo dorato a forma di pulsantone, mentre l'asino della puntata doveva rimanere seduto con le orecchie d'asino gigantesche fino alla fine della puntata.

### Lista dei giochi

#### Giochi fissi
| Nome del gioco          | 1ª edizione | 2ª edizione | 3ª edizione | 4ª edizione | 5ª edizione | Descrizione |
| ----------------------- | ----------- | ----------- | ----------- | ----------- | ----------- | --- |
| Cosa stanno costruendo? | Si          | Si          | Si          | Si          | Si          | I concorrenti dovevano indovinare un oggetto del quale vedevano il processo di fabbricazione. Questo gioco fungeva anche da manche d'introduzione per la scelta dei capitani. NOTA: Solo nella terza edizione, veniva affiancata a questo gioco la manche che Gerry Scotti introduce con "Accattateve illo", che presentava un oggetto prodotto da artigiani napoletani.                             |
| Ma che sta a dì?        | Si          | Si          | Si          | Si          | Si          | Veniva visionato un filmato con alcuni turisti stranieri che cercavano di dire una frase (spesso un proverbio in rima) in italiano. Man mano che passa il filmato la pronuncia dei turisti diventava sempre più intuibile. I filmati venivano registrati nelle città di Roma e Firenze. |
| L'araba fenice          | No          | Si          | Si          | Si          | Si          | Il filmato di un oggetto che prende fuoco veniva mostrato al contrario. Bisognava indovinare quale oggetto stava risorgendo dalle proprie ceneri. |
| Prova culinaria         | No          | Si          | Si          | Si          | Si          | Svolgente in studio, le squadre dovevano provare ed indovinare il reale utilizzo di un oggetto da cucina. Da notare che in tre edizioni, ci furono due personaggi a presentarlo tramite un filmato: nella seconda e nella terza è un cuoco, denominato da Scotti "lo zozzone" (interpretato dall'attore Leo Valli), mentre nella quarta era invece Dario Ballantini nelle vesti di Ignazio La Russa. |
| Balle spaziali          | Si          | Si          | Si          | Si          | No          | Venivano fatte vedere quattro situazioni strane in giro per il mondo, spesso riguardanti mestieri curiosi ed invenzioni bizzarre. Il capitano della squadra doveva dire quali fossero delle storie vere e quali delle false. La squadra conquistava una moltiplicazione per ogni risposta esatta. |
| Prova scritta           | Si          | Si          | Si          | Si          | Si          | I concorrenti vedevano un filmato dopo il quale il presentatore poneva una domanda sulla situazione appena vista. Ogni concorrente rispondeva individualmente alla domanda. La squadra conquistava una moltiplicazione per ogni risposta esatta. Nella quarta edizione, il gioco veniva trasformato in prova di squadra e permetteva di vincere solo una moltiplicazione.                            |

#### Giochi occasionali
| Nome del gioco                         | 1ª edizione | 2ª edizione | 3ª edizione | 4ª edizione | 5ª edizione | Descrizione |
| -------------------------------------- | ----------- | ----------- | ----------- | ----------- | ----------- | --- |
| Il mastro vetraio                      | Si          | Si          | Si          | No          | No          | Registrato presso lo studio del mastro vetraio Raffaele Moretti a Venezia, dove l'artista realizzava ed eseguiva personaggi di vario tipo (dei cartoni, dei fumetti, ecc.) con la tecnica della lavorazione del vetro a lume. I concorrenti dovevano indovinare quale personaggio stava prendendo forma. |
| I Brambilla in vacanza                 | No          | Si          | Si          | Si          | No          | Gioco nel quale i concorrenti dovevano individuare una città italiana in base ad una visita molto poco guidata dei coniugi Brambilla. Da notare che nella terza e quarta edizione, il suo nome venne cambiato in "Turisti per caso", e gli attori furono cambiati. |
| Che anno era?                          | No          | No          | Si          | Si          | Si          | Nella terza edizione e quarta edizione, i concorrenti dovevano individuare l'anno da filmati di eventi significativi italiani ed internazionali. Infine, nella quinta edizione i filmati furono sostituiti dai fatti dell'anno, raccontati da Dario Ballantini nelle vesti di Paolo Limiti. |
| Il leitmotiv                           | No          | No          | Si          | Si          | Si          | In studio veniva eseguito un balletto da parte di Laura Freddi (più Natalia Estrada nella terza edizione) con il corpo di ballo, il quale era ispirato da un famoso film o musical. Solo per questo gioco, il conduttore non poneva ai concorrenti una domanda precisa ma erano loro stessi che, una volta prenotati, dovevano indovinare un particolare dell'opera che egli voleva sapere (ESEMPIO: Che lavoro faceva la protagonista di Flashdance?); la curiosità di questo gioco era che ogni volta che un concorrente si prenotava, il balletto s'interrompeva ed i ballerini rimanevano immobili, alcune volte in posizioni assai scomode (ad esempio nel mentre di una presa o di una spaccata), fatto che suscitava l'ilarità generale dello studio. NOTA: Nella puntata del 19 maggio 1998, fu per la prima ed unica volta ad eseguire il balletto il conduttore principale dello show, e in quella data era Amadeus (ispirato a Full Monty), mentre Laura Freddi presentò la manche; lo stesso balletto, per via del grande successo riscosso venne rieseguito nella puntata successiva (26 maggio). |
| L'automobile                           | No          | Si          | Si          | No          | No          | Venivano mostrati i dettagli di un'automobile, della quale i concorrenti dovevano dire marca e modello. Per evitare pubblicità ai veicoli, venivano utilizzati modelli fuori produzione ed auto d'epoca. NOTA: Come per quello de I Brambilla, anche codesto gioco cambio nome e divenne "L'autovenditore" (nella sola terza edizione), e vedeva la partecipazione dell'attore livornese Paolo Taradash nel ruolo del venditore Pinuccio. |
| Il bimbo-game                          | No          | Si          | No          | No          | Si          | Alcuni bambini di età compresa tra i 4 anni ed i 7 anni spiegavano a modo loro un oggetto di uso comune. I concorrenti dovevano indovinare di che oggetto si trattasse. |
| L'ombra                                | No          | No          | Si          | Si          | No          | I concorrenti dovevano indovinare l'oggetto proiettato dalla sua ombra. |
| Il personaggio mascherato              | No          | No          | No          | Si          | Si          | Un famoso VIP maschile viene truccato da donna o viceversa. I concorrenti dovevano indovinare chi si cela sotto il trucco man mano che veniva tolto. |
| A cosa serve?                          | Si          | No          | No          | No          | No          | Un oggetto di uso non comune (spesso presente solo nei mercati esteri) veniva mostrato nel filmato. I concorrenti dovevano individuare il suo reale utilizzo. |
| Il dipinto celato                      | No          | Si          | No          | No          | No          | Il filmato veniva mostrato al contrario come ne "L'araba fenice": la valletta Sara Abate, vestita da pittrice, aveva imbrattato un famoso quadro con della vernice. Durante la visione i concorrenti vedranno apparire pian piano i dettagli dello stesso. Come risposta esatta valeva dire o l'autore o il titolo dell'opera. |
| L'epilogo                              | No          | Si          | No          | No          | No          | Veniva mostrato il finale di una storia della quale i concorrenti dovevano intuire l'inizio. |
| La plastilina                          | No          | Si          | No          | No          | No          | Tramite un filmato veniva formato un oggetto da pezzi di plastilina, che spesso diventava intuibile solo nelle ultime fasi di trasformazione. |
| Il libro                               | No          | Si          | No          | No          | No          | Gerry Scotti leggeva i passi di un libro del quale i concorrenti dovevano indovinare il titolo. |
| Prova fotografica                      | No          | No          | Si          | No          | No          | La foto di un VIP resa molto sgranata veniva ingrandita e ne venivano mostrati i dettagli. I concorrenti dovevano indovinare il personaggio man mano che l'immagine diventava sempre più chiara |
| L'autorottamazione                     | No          | No          | No          | Si          | No          | Anche in codesto gioco, come ne "L'araba fenice" e ne "Il dipinto celato", veniva mostrato un filmato al contrario. Questa volta bisognava indovinare il nome dell'automobile durante la sua riformazione da catorcio. |
| Il gioco dei legami                    | No          | No          | No          | Si          | No          | Gioco presentato da Laura Freddi, che leggeva una serie di parole con un legame ben preciso che doveva essere individuato dai concorrenti. |
| La canzone misteriosa / Gioco dei mimi | No          | No          | No          | No          | Si          | Entrambi furono presentati da Ballantini/Limiti, ma erano presenti solo nelle prime puntate. |
| Film giapponese con errori             | No          | No          | No          | Si          | Si          | Questo gioco era introdotto con doppie finalità (cioè come penultimo nella quarta, e come ultimo nella quinta), il quale poteva cambiare radicalmente la situazione del punteggio ottenuto fino a quel momento dai concorrenti. Questi visualizzavano un film giapponese con dei bloopers, cioè gli errori di produzione all'interno del film stesso (ad es. in una scena l'attore appariva senza giacca e un secondo dopo ce l'aveva addosso, oppure la scultura di un gatto che si trasformava in un gatto reale). Ogni errore individuato portava alla squadra un determinato numero di punti. Il massimo punteggio realizzabile variava di puntata in puntata, e andava tra i 300 e i 400 punti (nella quarta edizione), mentre nella quinta era di soli 50 punti. |

#### Giochi finali
| Nome del gioco          | 1ª edizione | 2ª edizione | 3ª edizione | 4ª edizione | Descrizione |
| ----------------------- | ----------- | ----------- | ----------- | ----------- | --- |
| Cosa stanno costruendo? | Si          | Si          | Si          | No          | Stesse regole come nel gioco iniziale ma questa volta gli oggetti da indovinare sono più complessi. |
| Lo spot                 | No          | No          | No          | Si          | Gioco nel quale veniva mostrato uno spot curioso di un paese estero partecipante a La notte dei pubblivori. I due finalisti dovevano individuare cosa stava venendo pubblicizzato in tale spot. Presente anche nella quinta e ultima edizione come prova occasionale. |

## Edizioni

### Prima edizione (1994)
La prima edizione de Il Quizzone va in onda dalla giornata di domenica 24 luglio 1994 alla giornata di domenica 11 settembre 1994 e la sua scenografia assomiglia ad un enorme flipper con elementi estivi. Ad aiutare le squadre sono due vallette di Gerry Scotti: Sabrina Jencinella per la squadra rossa e Michela Simoni per la squadra blu.
Tra gli ospiti della prima edizione troviamo Fabio Fazio (ai tempi presentatore di Quelli che il calcio), Mino Damato, Marisa Laurito e Carlo Pistarino e c'è da segnalare la partecipazione esclusiva di Moana Pozzi. Anche se le registrazioni vengono effettuate tra i mesi di giugno e di luglio, la puntata va in onda soltanto quattro giorni prima della scomparsa di Moana.

#### Ospiti della prima edizione
| Puntata | Data              | Squadra rossa                                                          | Squadra blu                                                           |
| ------- | ----------------- | ---------------------------------------------------------------------- | --------------------------------------------------------------------- |
| 1       | 24 luglio 1994    | Amadeus, Tony Binarelli, Gianfranco D'Angelo ed Alba Parietti.         | Antonella Elia, Marisa Laurito, Carlo Pistarino e Nadia Rinaldi.      |
| 2       | 31 luglio 1994    | Enzo Braschi, Giucas Casella, Ombretta Colli e Davide Mengacci.        | Massimo Boldi, Gabriella Carlucci, Corinne Cléry e Milly D'Abbraccio. |
| 3       | 7 agosto 1994     | Luana Colussi, Giobbe Covatta, Giorgio Mastrota e Carlo Pistarino.     | Angela Cavagna, Marisa Laurito, Giampiero Mughini e Sergio Vastano.   |
| 4       | 14 agosto 1994    | Marco Balestri, Gabriella Carlucci, Federica Moro e Carlo Pistarino.   | Clarissa Burt, Serena Grandi, Corrado Tedeschi e Sergio Vastano.      |
| 5       | 21 agosto 1994    | Fabio Fazio, Enzo Iacchetti, Marisa Laurito e Pamela Prati.            | Mino Damato, Natalia Estrada, Franco Oppini e Federica Panicucci.     |
| 6       | 4 settembre 1994  | Maurizio Ferrini, Alessia Marcuzzi, Davide Mengacci ed Umberto Smaila. | Tony Binarelli, Laura Freddi, Enzo Iacchetti ed Andrea Roncato.       |
| 7       | 11 settembre 1994 | Lello Arena, Massimo Boldi, Franco Oppini ed Andrea Roncato.           | Silvana Giacobini, Gabriella Golia, Susanna Messaggio e Moana Pozzi.  |

### Seconda edizione (1995)
Visto il successo ottenuto nella prima edizione, Il Quizzone torna con una seconda edizione in onda dalla giornata di domenica 2 luglio 1995 alla giornata di domenica 10 settembre 1995, per un totale di 11 puntate. La scenografia della trasmissione cambia l'aspetto, pure mantenendo alcuni elementi del flipper. Anche le vallette della trasmissione cambiano; a capitanare le squadre ci sono Cristiana Pezzucchi per la squadra rossa e Fei Dracu per quella blu. Viene introdotta anche una terza valletta, Sara Abate, denominata "pallina", con il compito di portare i testi di alcuni giochi e le statistiche del gioco a Gerry Scotti.
Tra gli ospiti di questa edizione, troviamo Massimo Boldi in qualità di ospite fisso presente a tutte le puntate del programma, ed altri ospiti curiosi per Il Quizzone come Vittorio Sgarbi, Sandro Paternostro, Bruno Lauzi (vincitore della puntata alla quale partecipa) ed Ivana Spagna.

#### Ospiti della seconda edizione
| Puntata | Data              | Squadra rossa                                                           | Squadra blu                                                                           |
| ------- | ----------------- | ----------------------------------------------------------------------- | ------------------------------------------------------------------------------------- |
| 1       | 2 luglio 1995     | Massimo Boldi, Martina Colombari, Veronica Pivetti e Vittorio Sgarbi.   | Leo Gullotta, Idris, Marta Marzotto ed Alba Parietti.                                 |
| 2       | 9 luglio 1995     | Massimo Boldi, Roberto Pregadio, Jo Squillo e Sergio Vastano.           | Gabriella Carlucci, Milly D'Abbraccio, Gabriella Golia e Marco Milano.                |
| 3       | 16 luglio 1995    | Roberto Da Crema, Natalia Estrada, Sandra Milo e Carlo Pistarino.       | Aldo Agroppi, Paola Barale, Massimo Boldi e Marisa Laurito.                           |
| 4       | 23 luglio 1995    | Massimo Boldi, Licia Colò, Andrea Roncato e Gigi Sammarchi.             | Mago Silvan, Federica Panicucci, Sandro Paternostro ed Ivana Spagna.                  |
| 5       | 30 luglio 1995    | Tony Binarelli, Rosanna Fratello, Little Tony e Franco Oppini.          | Massimo Boldi, Clarissa Burt, Maurizia Paradiso ed Heather Parisi.                    |
| 6       | 6 agosto 1995     | Gino Cogliandro, Everardo Dalla Noce, Patrizia Rossetti e Mirko Setaro. | Massimo Boldi, Eleonora Brigliadori, Cristina D'Avena ed Edoardo Romano.              |
| 7       | 13 agosto 1995    | Elisabetta Ferracini, Bruno Lauzi, Gianni Mazza ed Anna Mazzamauro.     | Massimo Boldi, Annalisa Manduca, Davide Mengacci e Melba Ruffo.                       |
| 8       | 20 agosto 1995    | Massimo Boldi, Enrica Bonaccorti, Sandro Ciotti e Solange.              | Everardo Dalla Noce, Lucrezia Lante della Rovere, Alessia Marcuzzi ed Heather Parisi. |
| 9       | 27 agosto 1995    | Gigliola Cinquetti, Laura Freddi, e Zuzzurro e Gaspare.                 | Massimo Boldi, Edwige Fenech, Stefano Masciarelli e Patrizia Rossetti.                |
| 10      | 3 settembre 1995  | Massimo Boldi, Martina Colombari, Carlo Pistarino e Kay Sandvick.       | Leo Gullotta, Amanda Lear, Valeria Marini e Davide Mengacci.                          |
| 11      | 10 settembre 1995 | Massimo Boldi, Franco Oppini, Marina Ripa di Meana ed Yvonne Sciò.      | Roberta Capua, Sandro Ciotti, Nino Frassica ed Iva Zanicchi.                          |

### Terza edizione (1996)
Sostanziali novità sono presenti nella terza edizione de Il Quizzone, una novità fra tutte le novità è il giorno della messa in onda: non più la domenica ma il venerdì sera. L'edizione va in onda per 10 puntate dalla giornata di venerdì 12 luglio 1996 alla giornata di venerdì 13 settembre 1996. Ad affiancare questa volta Gerry Scotti ci sono le già note Laura Freddi e Natalia Estrada, concorrenti nelle precedenti due edizioni del programma. Inoltre, da questa edizione i concorrenti possono prenotarsi alle domande solo dopo la comparsa di un semaforo verde.
Cambia di nuovo anche la scenografia: lo studio è un'enorme spiaggia, l'entrata dei partecipanti rappresenta una cascata, le cabine sono degli scogli e le postazioni dei partecipanti sono a forma di moto d'acqua. Infine, sempre per la prima volta, cambiano anche i colori delle squadre: si sfidano infatti la squadra rossa (capitanata da Laura Freddi) e la squadra gialla (capitanata da Natalia Estrada).
Visto il successo, questa edizione del programma viene candidata ai Telegatti per la categoria dei Giochi e dei Quiz.

#### Ospiti della terza edizione
| Puntata | Data              | Squadra rossa                                                                     | Squadra gialla                                                              |
| ------- | ----------------- | --------------------------------------------------------------------------------- | --------------------------------------------------------------------------- |
| 1       | 12 luglio 1996    | Alessia Marcuzzi, Enrico Papi, Heather Parisi ed Umberto Smaila.                  | Elisabetta Ferracini, Marisa Laurito, Francesca Reggiani ed Andrea Roncato. |
| 2       | 19 luglio 1996    | Giorgio Bracardi, Carmen Di Pietro, Ambra Orfei e Fabio Testi.                    | Giucas Casella, Gianni Mazza, Sandra Mondaini e Brigitte Nielsen.           |
| 3       | 26 luglio 1996    | Enrica Bonaccorti, Martina Colombari, Leo Gullotta e Lucrezia Lante della Rovere. | Davide Mengacci, Franco Oppini, Enrico Papi e Maria Teresa Ruta.            |
| 4       | 2 agosto 1996     | Roberta Capua, Ambra Orfei, Mino Reitano e Sergio Vastano.                        | Giuliano Gemma, Anna Mazzamauro, Carmen Russo e Solange.                    |
| 5       | 9 agosto 1996     | Jo Champa, Gino Cogliandro, Marina Ripa di Meana ed Edoardo Romano.               | Yvonne Sciò, Aldo Serena, Mirko Setaro e Miriana Trevisan.                  |
| 6       | 16 agosto 1996    | Amadeus, Dario Ballantini, Ambra Orfei e Paola Barale.                            | Enrico Beruschi, Silvana Giacobini, Adriano Panatta e Carlo Pistarino.      |
| 7       | 23 agosto 1996    | Stefano Masciarelli, Guido Nicheli, Gigi Sammarchi ed Edoardo Vianello.           | Giorgio Bracardi, Antonella Elia, Claudia Peroni e Cristina Quaranta.       |
| 8       | 30 agosto 1996    | Cristina D'Avena, Riccardo Fogli, Nino Frassica e Marco Milano.                   | Ambra Angiolini, Roberto Da Crema, Giorgio Mastrota e Federica Panicucci.   |
| 9       | 6 settembre 1996  | Tony Binarelli, Roberto Da Crema, Leo Gullotta e Claudio Lippi.                   | Edwige Fenech, Lorenza Mario, Donatella Rettore e Paola Saluzzi.            |
| 10      | 13 settembre 1996 | Matilde Brandi, Gabriella Golia, Claudio Lippi ed Andrea Roncato.                 | Aldo Biscardi, Marisa Laurito, Heather Parisi e Mino Reitano.               |

### Quarta edizione (1997)
La quarta edizione di Il Quizzone, che torna alla domenica sera e che va in onda a partire dalla giornata di domenica 6 luglio 1997 alla giornata di domenica 21 settembre 1997, apporta numerosi cambiamenti al format di gioco. Questa edizione è presentata come sempre da Gerry Scotti con la collaborazione di Laura Freddi. Cambia del tutto la scenografia e le squadre, invece, diventano blu e gialla.
Viene introdotto un nuovo sistema di attribuzione dei punti alle squadre: dopo tre anni sparisce lo storico "flipperone", che viene sostituito dalla presenza del Mago Raptus, al secolo Salvo Testa. Il mago, dopo un veloce trucco di carte, fa scegliere una carta al concorrente. La carta scelta rappresenta i punti che vengono attribuiti alla squadra. Le carte recano dei valori minori rispetto ai punteggi del flipperone: 5, 10, 15, 20, 25 punti, la faccia blu triste che vale 0 punti e la faccia rosa felice che vale 50 punti, moltiplicabili per il numero di risposte esatte. Questa volta le attribuzioni dei punti non vengono fatte in momenti casuali ma soltanto prima dei blocchi pubblicitari.
Cambiano anche l'inizio e la fine del programma: non sono più previste le prime due manche per la scelta dei capitani delle squadre e le squadre stesse vengono già formate in precedenza dagli autori, tutte composte da due uomini e da due donne, tranne per la puntata finale dove partecipano solo donne. Cambiano infine anche i premi per l'asino e per il vincitore complessivo: l'asino deve subire una penitenza del Mago Raptus e fargli da cavia per un gioco di magia, mentre il vincitore complessivo non vince più il trofeo del pulsantone d'oro ma un premio in natura: botti di vino, chilogrammi di caramelle, salami, caciocavalli, eccetera.
La puntata del 7 settembre vede la presenza dell'attore americano Clayton Norcross e delle allora coppie formate da Claudio Lippi e da Luana Ravegnini e da Andrea Roncato e da Stefania Orlando, in gara in squadre opposte. Una puntata curiosa è la puntata successiva del 14 settembre, dove si sfidano contrapposti Ignazio La Russa e Dario Ballantini nelle vesti dello stesso politico.

#### Ospiti della quarta edizione
| Puntata | Data              | Ospiti |
| ------- | ----------------- | --- |
| 1       | 6 luglio 1997     | Lello Arena, Paola Barale, Marino Bartoletti, Alessandro Cecchi Paone, Antonella Elia, Michelle Hunziker, Enzo Iacchetti e Pamela Prati.           |
| 2       | 13 luglio 1997    | Amadeus, Ferruccio Amendola, Elenoire Casalegno, Giucas Casella, Natalia Estrada, Gabriella Golia, Lorenza Mario e Martufello.                     |
| 3       | 20 luglio 1997    | Fabio Galante, Gene Gnocchi, Marisa Laurito, Linus, Katia Noventa, Cristina Parodi, Tullio Solenghi e Wendy Windham.                               |
| 4       | 27 luglio 1997    | Gabriella Carlucci, Gianni Fantoni, Leo Gullotta, Simona Izzo, Stefano Masciarelli, Monica Scattini, Syria e Ricky Tognazzi.                       |
| 5       | 3 agosto 1997     | Alberto Castagna, Elisabetta Ferracini, Emanuela Folliero, Gian Piero Galeazzi, Franco Oppini, Rita Pavone, Francesca Reggiani e Corrado Tedeschi. |
| 6       | 10 agosto 1997    | Roberto Ciufoli, Francesca Draghetti, Tiziana Foschi, Marina Graziani, Pino Insegno, Roberta Lanfranchi, Luca Laurenti e Riccardo Rossi.           |
| 7       | 17 agosto 1997    | Dario Ballantini, Roberta Capua, Athina Cenci, Giampiero Ingrassia, Giorgio Mastrota, Francesca Rettondini, Gigi Sammarchi e Miriana Trevisan.     |
| 8       | 24 agosto 1997    | Alex Baroni, Matilde Brandi, Martina Colombari, Gioele Dix, Gigi Marzullo, Brigitte Nielsen, Francesco Paolantoni e Cristina Quaranta.             |
| 9       | 31 agosto 1997    | Cesara Buonamici, Giucas Casella, Rita Forte, Idris, Daniele Luttazzi, Cristina Quaranta, Riccardo Rossi ed Ela Weber.                             |
| 10      | 7 settembre 1997  | Elisabetta Ferracini, Claudio Lippi, Susanna Messaggio, Demo Morselli, Clayton Norcross, Stefania Orlando, Luana Ravegnini ed Andrea Roncato.      |
| 11      | 14 settembre 1997 | Dario Ballantini, Licia Colò, Anna Falchi, Ignazio La Russa, Davide Mengacci, Franco Oppini, Federica Panicucci e Paola Perego.                    |
| 12      | 21 settembre 1997 | Paola Barale, Matilde Brandi, Roberta Capua, Valeria Marini, Rita Pavone, Natasha Stefanenko, Simona Ventura e Lina Wertmüller.                    |

### Quinta ed ultima edizione (1998)
La quinta edizione del 1998 va in onda su Italia 1, in primavera, dalla giornata di martedì 14 aprile 1998, condotto da Amadeus, con la partecipazione di Laura Freddi e Dario Ballantini.
Il sistema di gioco cambia ancora una volta: torna la slot machine, questa volta in una versione elettronica, che assegna un numero di punti variabile da 0 a 3. La slot viene azionata solo da Amadeus ed i punti venivano assegnati dopo ogni gioco. La parte maggiore delle prove si gioca al pulsante, comprese alcune prove che nelle precedenti edizioni vengono eseguite in forma scritta. In più sono state introdotte, prima dell'inizio di una normale manche, tre domande di cultura generale a risposta secca contenute in una busta: i concorrenti di entrambe le squadre (iniziando da quella in svantaggio) scelgono quella che, secondo loro, è la più difficile, e il loro capitano poneva tale domanda ai membri avversari. Se riescono a rispondere correttamente guadagnavano dei punti tramite la succitata slot.
La vittoria viene assegnata all'intera squadra, ma rimane comunque il titolo dell'asino della serata per il concorrente peggiore.
In questa edizione, la squadra blu è composta da donne, mentre la squadra gialla è composta da uomini. La squadra gialla, in una puntata, è composta da alcuni giocatori dell'Inter tra i quali spicca Ronaldo, allora all'apice della sua fama in Italia ed alla sua prima partecipazione ad un programma televisivo italiano non sportivo. Nelle ultime tre puntate, per la prima volta ad Il Quizzone, si hanno anche squadre composte da personaggi non famosi.
Poiché la messa in onda avviene a ridosso del campionato mondiale di calcio 1998, in una puntata viene ospitato Ricky Martin che si esibisce con La copa de la vida, inno ufficiale di quell'edizione. Tuttavia, a causa dei bassi ascolti, il 16 giugno 1998 la trasmissione chiude dopo otto puntate sulle dieci puntate previste.

#### Ospiti della quinta edizione
| Puntata | Data           | Squadra blu                                                                | Squadra gialla                                                            |
| ------- | -------------- | -------------------------------------------------------------------------- | ------------------------------------------------------------------------- |
| 1       | 14 aprile 1998 | Elisabetta Ferracini, Loretta Goggi, Ellen Hidding ed Iva Zanicchi.        | Marco Columbro, Marco Liorni, Gerry Scotti e Gianmarco Tognazzi.          |
| 2       | 21 aprile 1998 | Paola Barale, Federica Panicucci, Alba Parietti e Susana Werner.           | Giuseppe Bergomi, Fabio Galante, Gianluca Pagliuca e Ronaldo.             |
| 3       | 28 aprile 1998 | Natalia Estrada, Marisa Laurito, Cristina Quaranta ed Ela Weber.           | Pippo Baudo, Martufello, Francesco Paolantoni ed Andrea Roncato.          |
| 4       | 12 maggio 1998 | Barbara Bouchet, Nathalie Caldonazzo, Roberta Capua ed Elenoire Casalegno. | Enzo Jannacci, Giorgio Mastrota, Danny Quinn e Tullio Solenghi.           |
| 5       | 19 maggio 1998 | Tosca D'Aquino, Michelle Hunziker, Alessia Merz e Natasha Stefanenko.      | Claudio Brachino, Emilio Carelli, Idris e Marco Liorni.                   |
| 6       | 26 maggio 1998 | Le mamme degli avversari.                                                  | Stefano Bettarini, Maria Teresa Ruta, Valerio Staffelli e Simona Ventura. |
| 7       | 2 giugno 1998  | Eleonora Brigliadori, Anna Falchi, Afef Jnifen e Cristina Parodi.          | I fratelli delle avversarie.                                              |
| 8       | 16 giugno 1998 | Vigilesse del traffico di Bergamo.                                         | Vigili del fuoco di Roma.                                                 |

## Puntate ed Ascolti TV

### Edizione 1994
| Puntata | Prima Visione TV  | Telespettatori | Share |
| ------- | ----------------- | -------------- | ----- |
| 1^      | 24 luglio 1994    | 3.234.000      |       |
| 2^      | 31 luglio 1994    | 2.898.000      |       |
| 3^      | 7 agosto 1994     | 2.587.000      |       |
| 4^      | 14 agosto 1994    |                |       |
| 5^      | 21 agosto 1994    | 3.479.000      |       |
| 6^      | 4 settembre 1994  | 3.756.000      |       |
| 7^      | 11 settembre 1994 | 4.036.000      |       |

Nella giornata di domenica 28 agosto 1994 il programma televisivo non è stato mandato in onda per lasciare lo spazio alla partita di calcio di Supercoppa italiana che ha visto sfidarsi il Milan e la Sampdoria.

### Edizione 1995
| Puntata   | Prima Visione TV  | Telespettatori | Share  |
| --------- | ----------------- | -------------- | ------ |
| 1^ (8^)   | 2 luglio 1995     | 4.048.000      | 26,60% |
| 2^ (9^)   | 9 luglio 1995     | 2.920.000      |        |
| 3^ (10^)  | 16 luglio 1995    | 3.987.000      | 27,71% |
| 4^ (11^)  | 23 luglio 1995    | 3.316.000      |        |
| 5^ (12^)  | 30 luglio 1995    | 3.789.000      |        |
| 6^ (13^)  | 6 agosto 1995     | 3.482.000      |        |
| 7^ (14^)  | 13 agosto 1995    | 3.027.000      |        |
| 8^ (15^)  | 20 agosto 1995    | 3.890.000      |        |
| 9^ (16^)  | 27 agosto 1995    | 3.957.000      |        |
| 10^ (17^) | 3 settembre 1995  | 4.275.000      |        |
| 11^ (18^) | 10 settembre 1995 |                |        |

### Edizione 1996
| Puntata   | Prima Visione TV  | Telespettatori | Share  |
| --------- | ----------------- | -------------- | ------ |
| 1^ (19^)  | 12 luglio 1996    | 3.748.000      |        |
| 2^ (20^)  | 19 luglio 1996    | 4.209.000      | 25,35% |
| 3^ (21^)  | 26 luglio 1996    | 3.563.000      |        |
| 4^ (22^)  | 2 agosto 1996     | 3.359.000      |        |
| 5^ (23^)  | 9 agosto 1996     | 3.316.000      | 22,50% |
| 6^ (24^)  | 16 agosto 1996    | 3.258.000      |        |
| 7^ (25^)  | 23 agosto 1996    | 3.541.000      |        |
| 8^ (26^)  | 30 agosto 1996    | 4.606.000      |        |
| 9^ (27^)  | 6 settembre 1996  | 3.252.000      |        |
| 10^ (28^) | 13 settembre 1996 | 4.619.000      | 20,31% |
| Media     | Media             | 3 744 000      |        |

### Edizione 1997
| Puntata   | Prima Visione TV  | Telespettatori | Share |
| --------- | ----------------- | -------------- | ----- |
| 1^ (29^)  | 6 luglio 1997     | 3.845.000      |       |
| 2^ (30^)  | 13 luglio 1997    | 3.527.000      |       |
| 3^ (31^)  | 20 luglio 1997    | 3.844.000      |       |
| 4^ (32^)  | 27 luglio 1997    | 2.967.000      |       |
| 5^ (33^)  | 3 agosto 1997     |                |       |
| 6^ (34^)  | 10 agosto 1997    |                |       |
| 7^ (35^)  | 17 agosto 1997    | 3.142.000      |       |
| 8^ (36^)  | 24 agosto 1997    | 3.251.000      |       |
| 9^ (37^)  | 31 agosto 1997    |                |       |
| 10^ (38^) | 7 settembre 1997  |                |       |
| 11^ (39^) | 14 settembre 1997 | 3.540.000      |       |
| 12^ (40^) | 21 settembre 1997 | 4.465.000      |       |

### Edizione 1998
| Puntata  | Prima Visione TV | Telespettatori | Share |
| -------- | ---------------- | -------------- | ----- |
| 1^ (41^) | 14 aprile 1998   |                |       |
| 2^ (42^) | 21 aprile 1998   |                |       |
| 3^ (43^) | 28 aprile 1998   |                |       |
| 4^ (44^) | 12 maggio 1998   |                |       |
| 5^ (45^) | 19 maggio 1998   |                |       |
| 6^ (46^) | 26 maggio 1998   |                |       |
| 7^ (47^) | 2 giugno 1998    |                |       |
| 8^ (48^) | 16 giugno 1998   |                |       |